# Жечнюв
Жечнюв (пол. Rzeczniów) — село в Польщі, у гміні Жечнюв Ліпського повіту Мазовецького воєводства.
Населення — 620 осіб (2011).
У 1975-1998 роках село належало до Радомського воєводства.

## Демографія
Демографічна структура станом на 31 березня 2011 року:
|          | Загалом | Допрацездатний вік | Працездатний вік | Постпрацездатний вік |
| -------- | ------- | ------------------ | ---------------- | -------------------- |
| Чоловіки | 302     | 55                 | 211              | 36                   |
| Жінки    | 318     | 57                 | 178              | 83                   |
| Разом    | 620     | 112                | 389              | 119                  |